# Ruta Estatal de Alabama 40
La Ruta Estatal de Alabama 40, y abreviada SR 40 (en inglés: Alabama State Route 40) es una carretera estatal estadounidense ubicada en el estado de Alabama cruza los condados de Jackson y DeKalb. La carretera inicia en el Oeste desde la AL 35     cerca de Scottsboro en sentido Este hasta finalizar en la AL 117     en Hammondville. La carretera tiene una longitud de 32,09 km (21.18 mi).

## Mantenimiento
Al igual que las autopistas interestatales, y las rutas federales y el resto de carreteras estatales, la Ruta Estatal de Alabama 40 es administrada y mantenida por el Departamento de Transporte de Alabama por sus siglas en inglés ALDOT.

## Cruces
La Ruta Estatal de Alabama 40 es atravesada principalmente por la
AL 71     cerca de Dutton y por la
AL 75     en Henagar.